# Newcastle Rebels
Les Newcastle Rebels (surnommés les « Rebels ») étaient un club de rugby à XIII australien, présents lors de la fondation de la New South Wales Rugby League (championnat de rugby à XIII de Nouvelle-Galles du Sud dit NSWRL) en 1908 mais n'y participant qu'à deux éditions (1908 et 1909). les Newcastle Knights sont ses dignes successeurs en National Rugby League depuis 1988.